# Lanzac
Lanzac is een gemeente in het Franse departement Lot (regio Occitanie) en telt 606 inwoners (2011). De plaats maakt deel uit van het arrondissement Gourdon.

## Geografie
De oppervlakte van Lanzac bedraagt 14,4 km², de bevolkingsdichtheid is 33,6 inwoners per km².
De onderstaande kaart toont de ligging van Lanzac met de belangrijkste infrastructuur en aangrenzende gemeenten.

## Demografie
Onderstaande figuur toont het verloop van het inwonertal (bron: INSEE-tellingen).